# Bruchstraße 84 (Korschenbroich)

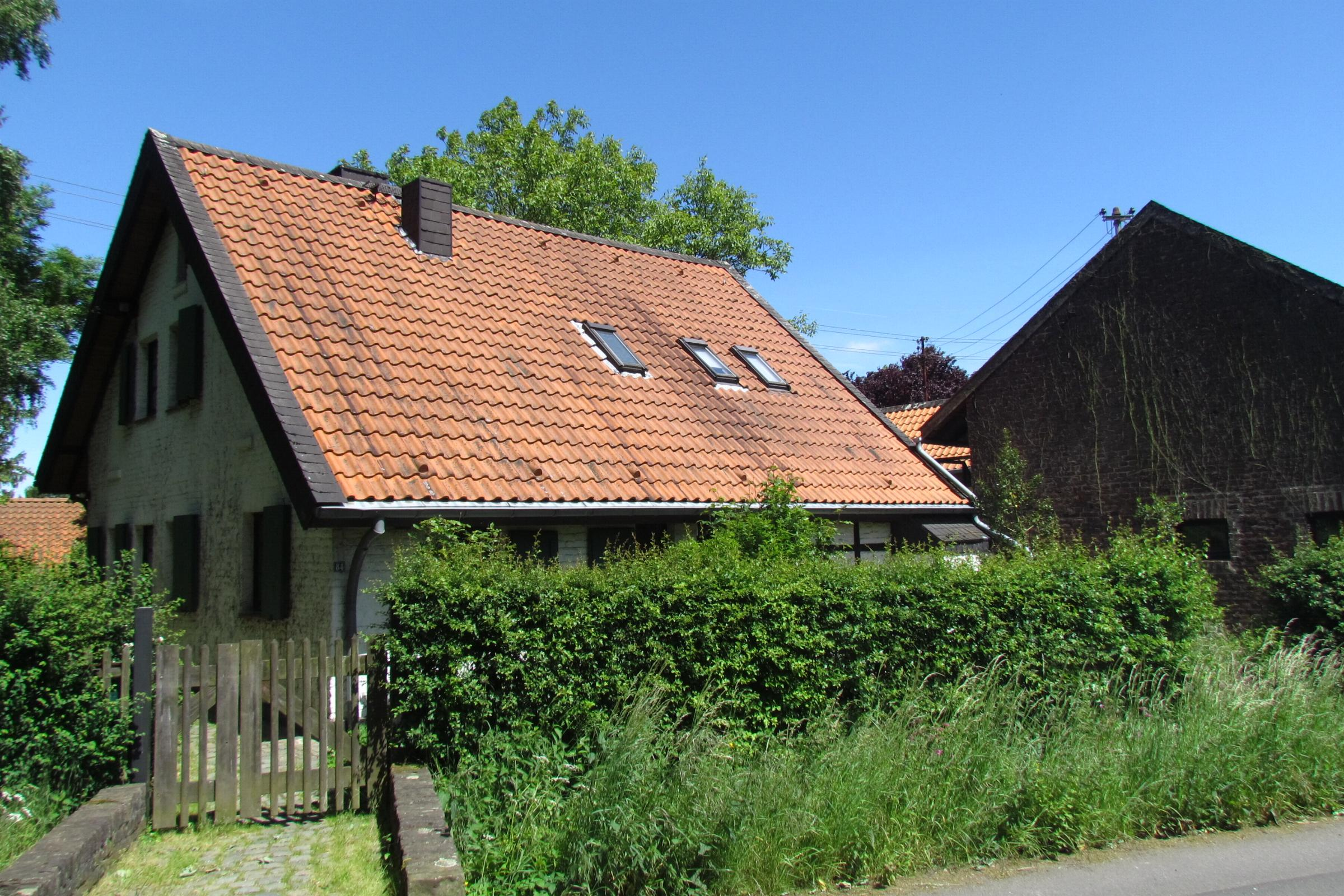
Fachwerkhofanlage

Der Fachwerkhof Bruchstraße 84 steht in Korschenbroich im Rhein-Kreis Neuss in Nordrhein-Westfalen.
Das Gebäude wurde Ende des 19./Anfang des 19. Jahrhunderts erbaut und unter Nr. 086 am 24. Januar 1986 in die Liste der Baudenkmäler in Korschenbroich eingetragen.

## Architektur
Das Wohnhaus wurde Ende des 18. Jahrhunderts erbaut, Scheune und Stallgebäude im 19. Jahrhundert. 1978 wurde die Anlage renoviert. Die dreiflügelige Fachwerkhofanlage besteht aus Wohngebäude, Stallgebäude, Scheune, Innenhof und Tor als äußere Erscheinung.